# كريستوفر كادن
كريستوفر كادن (بالإنجليزية: Chris Cadden)‏ (19 سبتمبر 1996 في المملكة المتحدة - ) هو لاعب كرة قدم بريطاني في مركز الوسط. لعب مع نادي ماذرويل ونادي ألبيون روفرز.

## وصلات خارجية
- كريستوفر كادن على موقع الاتحاد الإسكتلندي (الإنجليزية)
- كريستوفر كادن على موقع الدوري الأمريكي (الإنجليزية)
- كريستوفر كادن على موقع قاعدة بيانات كرة القدم.إي يو (الإنجليزية)
- كريستوفر كادن على موقع Soccerbase.com (لاعب) (الإنجليزية)
- كريستوفر كادن على موقع Soccerway.com (الإنجليزية)
- كريستوفر كادن على موقع عالم كرة القدم.نت (الإنجليزية)